# Fabrice Abriel
Fabrice Abriel (Suresnes, 6 luglio 1979) è un allenatore di calcio ed ex calciatore francese, di ruolo centrocampista..

## Carriera

### Calciatore

#### Club
Cresciuto nel Paris Saint-Germain, fu prestato al Servette per 6 mesi quindi all'Amiens in Ligue 2 nella stagione 2001-2002 da cui fu ingaggiato definitivamente dopo 41 gare, per poi passare al Guingamp e quindi al Lorient dove il pubblico gli fa vincere due volte di seguito il Merlus d'or (2007 et 2008). Si trasferisce quindi all'Olympique Marsiglia, firmando un contratto di 3 anni.
Il 30 settembre 2009 debutta in Champions League contro il Real Madrid allo Stadio Santiago Bernabéu nella sconfitta dell'O. Marsiglia per 3-0.

### Allenatore
Dopo la decisione di ritirarsi dal calcio giocato Abriel decise di iniziare il suo percorso come allenatore di calcio. 
Nel settembre 2015, mentre si preparava a conseguire le qualifiche di allenatore, assunse l'incarico di assistente di Fabien Flore all'Escaudain, per quell'anno iscritto alla Promotion d'honneur (D8). Nel gennaio 2016 si trasferì all'Aulnoye, iscritto alla Championnat de France amateur 2 (CFA 2), 5ª divisione francese, nuovamente come assistente allenatore al fianco di Simon Raux.
Dopo aver conseguito il diploma, nel giugno 2016, si è unito al Gobelins, club parigino allora iscritto alla Division d'Honneur (D6), per il suo primo incarico come capo allenatore. Questo suo primo incarico si rivelò positivo, riuscendo a guidare la squadra al secondo posto nella sua poule conquistando il passaggio di categoria, Abriel tuttavia alla fine della stagione lasciò il club per diventare assistente allenatore della Nazionale militare di calcio della Francia.
Nel 2018 entrò a far parte dello staff del centro di formazione dell'Amiens.
Nel novembre 2020 arrivò, con il Fleury, la sua prima esperienza professionale nel settore del calcio femminile, occupandosi inizialmente di dirigere le sessioni di allenamento.
Nel maggio 2021, in sostituzione del dimissionario David Fanzel passato a incarichi dirigenziali, il club decide di affidargli la direzione della squadra dalla stagione 2021-2022, segnando l'inizio della sua carriera di allenatore ai massimi livelli del campionato francese femminile di calcio. Sotto la sua guida, sia alla sua prima stagione che a quella successiva riesce a rimanere nella parta alta della classifica del campionato di Division 1 Féminine, chiudendo al 4º posto, a solo qualche punto dalla posizione che garantiva l'accesso alla UEFA Women's Champions League, confermando la competitività della squadra anche in Coppa di Francia, giungendo alle semifinali. Il 6 aprile 2023, Abriel è entrato a far parte della classe 2023-2024 del brevet d'entraîneur professionnel de football (BEPF).
In quella che diventò la sua ultima stagione con il club di Fleury-Mérogis, la 2023-2024, a scapito di una leggera flessione nelle prestazioni in campionato, 5º posto, sotto la sua guida la squadra ha raggiunto la finale della Coppa di Francia 2023-2024, persa di misura con il Paris Saint-Germain dopo che l'incontro era rimasto sullo 0-0 fino alla rete di Lieke Martens al 73'.
Nel luglio 2024 viene annunciato il suo trasferimento al PSG, con il quale firma un contratto che lo lega al club parigino, campione di Francia 2020-2021, fino al giugno 2026.

## Palmarès

### Calciatore

#### Club

##### Competizioni nazionali
- Campionato francese: 1

O. Marsiglia: 2009-2010
- Coppa di Lega francese: 2

O. Marsiglia: 2009-2010, 2010-2011
- Supercoppa francese: 2

O. Marsiglia: 2010, 2011

##### Competizioni internazionali
- Coppa Intertoto UEFA: 1

Paris SG: 2001

#### Individuali
- Merlus d'or: 2007 et 2008
- Giocatore del mese della Ligue 1 per il mese di novembre 2009 con l'Olympique de Marseille[12].